# Luca Bittarello
Luca Bittarello (Genova, 29 ottobre 1990) è un ex pallanuotista e allenatore di pallanuoto italiano, attuale tecnico del Quinto.

## Biografia
Nato e cresciuto tra le file della Sportiva Sturla, si trasferisce alla Rari Nantes Sori a 19 anni dove esordisce in Serie A2 e conquista una medaglia d’argento nel campionato nazionale Juniores. A seguito di due buone stagioni Marco Paganuzzi lo porta allo Sporting Club Quinto, dove proseguirà una lunga carriera da giocatore e allenatore delle squadre giovanili. Diventa capitano nella stagione 2016-17, centrando la seconda promozione in serie A1 in due anni.
Come tecnico e responsabile del settore giovanile insieme allo staff partecipa alla conquista di tre medaglie a livello nazionale.
Nel 2022 subentra sulla panchina della prima squadra a Jonathan Del Galdo, esordendo come il tecnico di A1 più giovane a soli 31 anni e centrando il settimo posto in classica e l’accesso ai play off per un piazzamento europeo.
Nella stagione 2023-2024 centra in anticipo la salvezza e quindi l’accesso ai play off europei con due giornate di anticipo, conquistando per la prima volta nella storia del club un quinto posto nella Final Eight di Coppa Italia.  Contro il pronostico rovescia nei play off contro il Telimar Palermo le carte in tavola e imponendosi nella serie 2-0 conquista l’accesso per la prima volta nella storia del club biancorosso alle competizioni europee.

## Statistiche

### Carriera da allenatore
Statistiche aggiornate al 12 agosto 2025
| Stagione        | Squadra         | Campionato      | Campionato | Campionato | Campionato | Campionato | Coppe nazionali | Coppe nazionali | Coppe nazionali | Coppe nazionali | Coppe nazionali | Coppe continentali | Coppe continentali | Coppe continentali | Coppe continentali | Coppe continentali | Totale | Totale | Totale | Totale | % Vittorie | Piazzamento |
| Stagione        | Squadra         | Comp            | Pres       | V          | N          | S          | Comp            | Pres            | V               | N               | S               | Comp               | Pres               | V                  | N                  | S                  | Pres   | V      | N      | S      | %          | Piazzamento |
| --------------- | --------------- | --------------- | ---------- | ---------- | ---------- | ---------- | --------------- | --------------- | --------------- | --------------- | --------------- | ------------------ | ------------------ | ------------------ | ------------------ | ------------------ | ------ | ------ | ------ | ------ | ---------- | ----------- |
| 2022-2023       | Quinto          | A1              | 31         | 13         | 2          | 16         | CI              | 6               | 3               | 0               | 3               | -                  | -                  | -                  | -                  | -                  | 37     | 16     | 2      | 19     | 43,24      | 7º          |
| 2023-2024       | Quinto          | A1              | 24         | 10         | 5          | 9          | CI              | 7               | 4               | 0               | 3               | -                  | -                  | -                  | -                  | -                  | 31     | 14     | 5      | 12     | 45,16      | 5º          |
| 2024-2025       | Quinto          | A1              | 26         | 9          | 2          | 15         | CI              | -               | -               | -               | -               | LEC                | 3                  | 0                  | 0                  | 3                  | 29     | 9      | 2      | 18     | 31,03      | 9º          |
| 2025-2026       | Quinto          | A1              | 0          | 0          | 0          | 0          | CI              | -               | -               | -               | -               | -                  | -                  | -                  | -                  | -                  | 0      | 0      | 0      | 0      | —          |             |
| Totale Quinto   | Totale Quinto   | Totale Quinto   | 81         | 32         | 9          | 40         |                 | 13              | 7               | 0               | 6               |                    | 3                  | 0                  | 0                  | 3                  | 97     | 39     | 9      | 46     | 40,21      |             |
| Totale carriera | Totale carriera | Totale carriera | 81         | 32         | 9          | 40         |                 | 13              | 7               | 0               | 6               |                    | 3                  | 0                  | 0                  | 3                  | 97     | 39     | 9      | 46     | 40,21      |             |